# Басин, Борис Николаевич
Борис Николаевич Басин (1876—?) — русский архитектор.

## Биография
Родился 1 (13) декабря 1876 года. В 1888—1894 годах учился в «филологической гимназии» при Санкт-Петербургском историко-филологическом институте. Затем поступил на физико-математический факультет Санкт-Петербургского университета, но оставил его и стал учиться в Высшем художественном училище при Императорской Академии художеств (с 1896). Высшее художественное училище окончил в 1904 году и в этом же году получил звание художника-архитектора за проект «Дворец Наместника Е. И. В. на Дальнем Востоке».

## Творчество
Б. Н. Басин — автор проектов:
- Казанская церковь в Сусанино (1908—1910)[3]
- Доходный дом Выборгская улица, д. 4 (1910—1914)[4]
- Здание амбулатории и приюта Михайловского общества в память М. Д. Скобелева (Левашовский пр-т., д. 26; левый корпус) — совместно с Э. А. Густавсоном (1911—1912)
- Доходный дом (1911; улица Достоевского, д. 26)[4]
- Доходный дом (1912—1913; Набережная Обводного канала, д. 159)[4]
- Доходный дом (1913; Малая Подьяческая улица, д. 3/100) — расширение, совместно с Д. Д. Смирновым[4][5]
- Никольская церковь в пригороде Петербурга, Волынкине (1913—1915)[6]
- Дом А. А. Морозовой (1914; Большая Подьяческая улица, д. 19/10)[4]
- Доходный дом (1915—1916);
- флигель доходного дома М. Е. Петровского[7]
- церковь и часовня в Царскосельском уезде[8]